# 141 État 141-136
La 141 État 141-136 est une locomotive de type Mikado de la Compagnie des chemins de fer de l'État, issue de la série 141 État 141-001 à 250 et ayant été modifiée profondément. 
Cette transformation été effectuée en 1934, par les ateliers de la Compagnie des chemins de fer de l'État.

## Transformation
La locomotive recevant en 1934 une distribution de type « Dabeg », des bielles allégées, un cendrier débordant sur l'extérieur et un échappement de type « Kylchap », une enveloppe englobant la sablière, le dôme et une seconde sablière rajoutée et des écrans pare-fumée identiques à ceux des 231 État 231-501 à 783.

## Utilisation et services
Initialement immatriculée 141-136, elle devient à la SNCF en 1938 : 3-141 D 136.
Au sortir de la Seconde Guerre mondiale, gravement avariée par un bombardement, elle servit à remettre en état la 3-141 C 189 qui était elle aussi avariée. Cette décision permettant de remettre en route une locomotive de série et non une locomotive unique donc d'un entretien qui aurait pu se révéler coûteux.

## Caractéristiques
- Pression de la chaudière : 14 kg/cm2
- Surface de grille : 3,8 m2
- Surface de chauffe : 207,3 m2
- Surface de surchauffe : 60 m2
- Diamètre des roues du bissel avant : 850 mm
- Diamètre des roues motrices : 1 350 mm
- Diamètre des roues du bissel arrière : 1 250 mm
- Masse à vide : 74 t
- Masse en ordre de marche : 87 t
- Masse adhérente : 67,8 t
- Longueur hors tout : 13,93 m
- Vitesse maxi en service : 100 km/h